# سيدني فرانكلين (مصارع ثيران)
سيدني فرانكلين (بالإنجليزية: Sidney Franklin)‏ هو مصارع ثيران أمريكي، ولد في 11 يوليو 1903 في بروكلين في الولايات المتحدة، وتوفي في 26 أبريل 1976 في نيويورك في الولايات المتحدة.

## وصلات خارجية
- سيدني فرانكلين على موقع IMDb (الإنجليزية)
- سيدني فرانكلين على موقع الموسوعة البريطانية (الإنجليزية)